# Aoniraptor libertatem
Aoniraptor libertatem ("ladrón del sur de la libertad ") es la única especie conocida del género extinto Aoniraptor de dinosaurio terópodo megarraptórido, que vivió entre mediados a finales del período Cretácico, hace aproximadamente 97 a 95 millones de años, entre el Cenomaniense medio y el Turoniense temprano, en lo que hoy es Sudamérica.

## Descripción
Aoniraptor es un terópodo de tamaño mediano. La longitud del cuerpo del holotipo ha sido estimado por sus descriptores en 2016 en unos seis metros. Sin embargo, este ejemplar aún no había completado su crecimiento.
En 2016, se identificaron tres rasgos únicos distintivos, o autapomorfias. Las vértebras de la cola media frontal tiene proyecciones conjuntas anteriores que son, sin superficies de la articulación claras con el fin de hacer contacto con los salientes de las articulaciones traseras en forma de abanico. Las vértebras de la cola media frontal tiene protuberancias articulares anteriores con un saliente grueso y romo en el exterior. Las vértebras de la cola posterior central ha emparejado aplanamientos, al no ser superficies de la articulación, a las esquinas superiores traseras de sus cuerpos vertebrales.

## Descubrimiento e investigación
En el Rancho Violante, en las orillas del lago Ezequiel en la provincia de Río Negro en Argentina, se llevaron a cabo excavaciones desde el año 2005, y su estudio llevó a que se identificaron ocho tipos diferentes de terópodos.
En 2016, la especie tipo Aoniraptor libertatem fue nombrada y descrita por Matías J. Motta, Alexis M. Aranciaga Rolando, Sebastián Rozadilla, Federico E. Agnolin, Nicolás R. Chimento, Federico Brisson Egli y Emilio Fernando Novas. El nombre del género es una combinación del término tehuelche aoni, "sur", y el latín raptor, "ladrón". El nombre de la especie es el acusativo explicativo del latín libertas, "libertad", y se refiere a la declaración de la Independencia Argentina, realizada doscientos años antes de que el artículo de descripción científica fuera escrito, en 2010.
El holotipo, MPCA-Pv 804/1 - 25, fue encontrado en una capa de la Formación Huincul que data de las épocas del Cenomaniense al Turoniense. Consiste en una serie discontinua de vértebras que comprende la última vértebra del sacro, seis vértebras caudales anteriores, cuatro vértebras de la cola media y cinco cheurones, aparte de lo cual no se han asignado más fósiles. Estos restos forman parte de la colección de paleontología de vertebrados del Museo Provincial "Carlos Ameghino".

## Clasificación
Aoniraptor fue incluido dentro de la superfamilia Tyrannosauroidea y dentro de esta, en el clado Megaraptora, pero por fuera de la familia Megaraptoridae. El artículo de descripción apoya la interpretación de Novas et al. de que estos terópodos eran parte de los tiranosauroideos; sin embargo, otros investigadores consideran que eran parte de otro grupo de tetanuranos, los Carnosauria. Por otra parte, se ha sugerido informalmente que Aoniraptor podría ser un sinónimo de otro terópodo, Gualicho, también descubierto en el área de Huincul, debido a las similitudes de sus vértebras caudales. El nombre que sería válido en caso de confirmarse que son sinónimos es Gualicho a pesar de ser publicado después. El trabajo de Motta y colegas no parece cumplir con el requisito del Artículo 8.5.3 de ICZN, "Las obras publicadas y distribuidas electrónicamente" deben estar registradas en el Registro Oficial de Nomenclatura Zoológica (ZooBank) y contener evidencia en el propio trabajo de que se ha registrado. ", Mientras que la edición impresa no realize, a partir del 13 de julio de 2016, el requisito del Artículo 8.1.2, "debe ser obtenible, cuando se expide por primera vez, sin cargo o por compra ". Por lo tanto, parece que Gualicho tiene prioridad sobre Aoniraptor ya que se publicó primero en papel.